# Dybki (gmina Ostrów Mazowiecka)
Dybki – wieś sołecka w Polsce położona w województwie mazowieckim, w powiecie ostrowskim, w gminie Ostrów Mazowiecka.

## Historia
W 1827 roku we wsi znajdowały się 4 domy, zamieszkiwały w nich 23 osoby.
W okresie dwudziestolecia międzywojennego wieś leżała w województwie warszawskim, w powiecie ostrowskim, w gminie Poręba. Według Powszechnego Spisu Ludności z 1921 roku wieś zamieszkiwały 234 osoby, w tym 5 wyznania mojżeszowego. Były tu 43 budynki mieszkalne. Miejscowość podlegała pod sąd grodzki w Ostrowi Mazowieckiej i okręgowy w Łomży.
| SIMC    | Nazwa    | Rodzaj    |
| ------- | -------- | --------- |
| 0516318 | Grabniak | część wsi |
| 0516324 | Morgi    | część wsi |

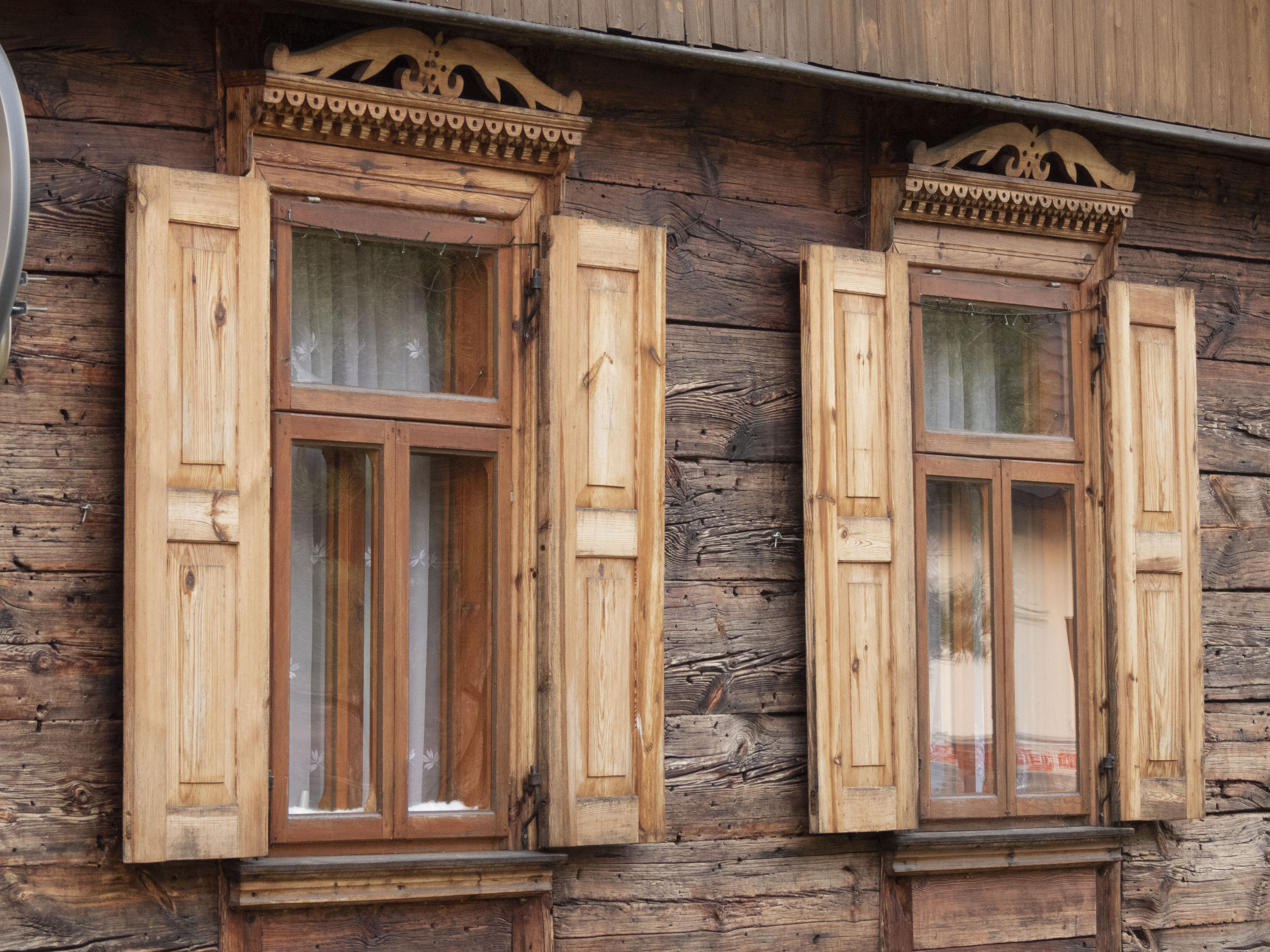
Okiennice chaty białokurpiowskiej w Dybkach

W latach 1954–1959 wieś należała i była siedzibą władz gromady Dybki, po jej zniesieniu w gromadzie Poręba-Kocęby. W latach 1975–1998 miejscowość administracyjnie należała do województwa ostrołęckiego.
W 1998 we wsi mieszkało 267 osób, w 2002 – 257, w 2009 – 261, w 2011 – 261 osób. Według Narodowego Spisu Powszechnego Ludności i Mieszkań (2021) we wsi mieszkają 242 osoby.
Wierni Kościoła rzymskokatolickiego należą do parafii św. Barbary w Porębie-Kocębach.
Na terenie wsi znajduje się Publiczna Szkoła Podstawowa im. Kardynała Stefana Wyszyńskiego.
Ze wsi pochodził skrzypek Aleksander Bobowski.